# Wave 102
Wave 102 est une station de radio écossaise émettant depuis la ville de Dundee. Elle diffuse de la musique 24 heures sur 24 et 7 jours sur 7.

## Histoire
Lorsque la station fut créée, son nom était Discovery 102, en raison du surnom de « Ville de Découverte » (City of Discovery) de la ville de Dundee. Le nom fut changé en Wave 102 à la suite d'une plainte de Discovery Channel, qui estimait que la station serait faussement associée à la chaîne.
La station a été rachetée le 15 mai 2008 par Adam Findlay et sa compagnie New Wave Media.

## Direction
- Directeur de la station : Bill Bowman
- Responsable des programmes : Peter Mac
- Responsable des ventes : Alison Welsh
- Responsable de la production et de la musique : David Moran
- Responsable de l'information : Gwen Lawrie
- Responsable de la sponsorisation et de la publicité : Kim Dickson

## Anecdotes
Dans le jeu vidéo Grand Theft Auto: Vice City, le nom de la station de radio Wave 103 est un clin d'œil du créateur à sa ville d'origine, Dundee.